# Општина Окучани
Општина Окучани се налази у западној Славонији, у саставу Бродско-посавске жупаније, Република Хрватска. Сједиште општине је у Окучанима.

## Географија
Граничи се са следећим општинама: на истоку са Горњим Богићевцима, на западу са Новском, на сјеверу са Липиком и Пакрацем, на сјевероистоку са Церником, на југу са Старом Градишком и на југозападу са Јасеновцем.

## Историја
Административним преуређењем из 1938. године формиран је Окучански срез, који је настао груписањем Окучана и неколицине околних места која су до тада припадала срезовима Нова Градишка и Новска. Када је 1939. године створена Бановина Хрватска, овај срез је ушао у њен састав. Пошто је сматран већински српским, Срез Окучани је укинут 1941. године од стране усташке власти у новопроглашеној НДХ.
Иницијатива за стварање нове Општине Окучани покренута је крајем 1990. године, међу локалним српским првацима. Пошто захтев није могао бити реализован због отпора власти у Загребу, у српским местима на подручју општина Новска и Нова Градишка је 20. јануара 1991. године одржано изјашњавање у циљу административног прикључења претежно српској Општини Пакрац. Иако је Скупштина Општине Пакрац већ 12. фебруара прихватила резултате народног изјашњавања, територијална реорганизација није могла бити озваничена услед погоршања опште политичке ситуације. Након стварања САО Западна Славонија проглашена је посебна Општина Окучани, која се у периоду од 1992. до 1995. године налазила у саставу Републике Српске Крајине.
Након операције Бљесак, српска Општина Окучани је укинута, тако да је административно уређење враћено у претходно стање. Тек након потоње територијалне реорганизације у Хрватској створена је садашња Оптина Окучани, чија се територија у међувремену налазила у саставу бивше општине Нова Градишка.

## Насељена мјеста
| - Бенковац - Бијела Стијена - Бобаре - Бодеграј - Врбовљани - Горњи Рогољи - Доњи Рогољи - Жуберковац - Лађевац | - Љештани - Окучани - Трнаковац - Цаге - Чапргинци - Човац - Шаговина Машићка - Ширинци |

## Становништво
Према попису становништва из 2011. године, општина Окучани је имала 3.447 становника.
| Попис 2011.‍        | Попис 2011.‍        | Попис 2011.‍ | Попис 2011.‍ | Попис 2011.‍ |
| ------------------ | ------------------ | ----------- | ----------- | ----------- |
|                    |                    |             |             |             |
| Хрвати             | Хрвати             |             | 2.655       | 77,02%      |
| Срби               | Срби               |             | 716         | 20,77%      |
| остали и непознато | остали и непознато |             | 76          | 2,21%       |
| укупно: 3.447      |                    |             |             |             |